# Eparchia di Kamichlié
L'eparchia di Kamichlié (in latino Eparchia Kamechliensis Armenorum) è una sede della Chiesa armeno-cattolica in Siria suffraganea del patriarcato di Cilicia degli Armeni. Nel 2021 contava 2.500 battezzati. È retta dall'eparca Antranig Ayvazian.

## Territorio
L'eparchia estende la sua giurisdizione sui governatorati di Deir el-Zor e Hassaké in Siria.
Sede eparchiale la città di Kamichlié, dove si trova la cattedrale di San Giuseppe.
Il territorio è suddiviso in 3 parrocchie.

## Storia
Il vicariato patriarcale di Kamichlié fu eretto nel 1938.
Il 29 giugno 1954 il vicariato patriarcale è stato elevato a eparchia con la bolla Cum summus di papa Pio XII, ricavandone il territorio dall'arcieparchia di Mardin degli Armeni, oggi soppressa, di cui originariamente era suffraganea.
Dal 1992 al 2022 l'eparchia è stata governata, in qualità di amministratore apostolico sede vacante et ad nutum Sanctae Sedis, dall'arcieparca di Aleppo Boutros Marayati.

## Cronotassi dei vescovi
Si omettono i periodi di sede vacante non superiori ai 2 anni o non storicamente accertati.
- Joseph Gennangi † (21 ottobre 1954 - 20 novembre 1972 ritirato)
- Krikor Ayvazian † (6 dicembre 1972 - 18 novembre 1988 ritirato)
- Joseph Arnaouti, I.C.P.B. (21 agosto 1989 - 10 aprile 1992 dimesso)
  - Sede vacante (1992-2022)[1]
- Antranig Ayvazian, dal 20 agosto 2022

## Statistiche
L'eparchia nel 2021 contava 2.500 battezzati.
| anno | popolazione | popolazione | popolazione | presbiteri | presbiteri | presbiteri | presbiteri                | diaconi | religiosi | religiosi | parrocchie |
| anno | battezzati  | totale      | %           | numero     | secolari   | regolari   | battezzati per presbitero | diaconi | uomini    | donne     | parrocchie |
| ---- | ----------- | ----------- | ----------- | ---------- | ---------- | ---------- | ------------------------- | ------- | --------- | --------- | ---------- |
| 1980 | 4.200       | ?           | ?           | 4          | 2          | 2          | 1.050                     |         | 2         | 4         | 5          |
| 1988 | 4.303       | ?           | ?           | 5          | 2          | 3          | 860                       |         | 3         | 4         | 6          |
| 1999 | 4.000       | ?           | ?           | 7          | 5          | 2          | 571                       | 2       | 2         | 3         | 6          |
| 2000 | 4.000       | ?           | ?           | 5          | 4          | 1          | 800                       | 1       | 1         |           | 6          |
| 2001 | 4.000       | ?           | ?           | 6          | 4          | 2          | 667                       |         | 2         | 3         | 6          |
| 2002 | 4.000       | ?           | ?           | 6          | 4          | 2          | 667                       |         | 2         | 3         | 6          |
| 2003 | 4.000       | ?           | ?           | 6          | 4          | 2          | 667                       | 1       | 2         | 3         | 6          |
| 2004 | 4.000       | ?           | ?           | 6          | 4          | 2          | 667                       | 1       | 2         | 3         | 6          |
| 2005 | 4.000       | ?           | ?           | 6          | 4          | 2          | 667                       | 1       | 2         | 3         | 6          |
| 2006 | 4.000       | ?           | ?           | 6          | 4          | 2          | 667                       | 1       | 2         | 2         | 6          |
| 2009 | 4.000       | ?           | ?           | 6          | 4          | 2          | 667                       | 1       | 2         | 2         | 6          |
| 2011 | 4.000       | ?           | ?           | 7          | 5          | 2          | 571                       | 1       | 2         | 3         | 6          |
| 2016 | 3.500       | ?           | ?           | 3          |            | 3          | 1.166                     |         |           | 1         | 2          |
| 2019 | 2.500       | ?           | ?           | 3          |            | 3          | 833                       | 1       |           | 1         | 2          |
| 2021 | 2.500       | ?           | ?           | 3          |            | 3          | 833                       | 2       |           |           | 3          |